# Stettin Bay
Die Stettin Bay, auch Stetin Bay, (in der deutschen Kolonialzeit Stettinerbucht genannt) ist eine Bucht an der Nordküste Neubritanniens östlich der Willaumez-Halbinsel in der Provinz West New Britain Province von Papua-Neuguinea.
Die Bucht gehört zur Bismarcksee und ist etwa 35 km breit und etwa 25 km tief. Vorgelagerte Korallenriffe versperren einen Großteil der Zufahrt zu der Bucht. Nordwestlich der Bucht liegen die Inseln Garua Island, Schaumann Island und Restorff Island.
Die Bucht ist Teil der Kimbe Bay, einer wesentlich größeren Bucht, die sich von der Willaumez-Halbinsel im Westen bis zur Insel Duportail im Osten Neubritanniens erstreckt. Die Hauptstadt der Provinz und neuntgrößte Stadt in Papua-Neuguinea Kimbe liegt an der Küste im westlichen Teil der Stettin Bay.